# Wilky Toussaint
Wilky Toussaint, né le 22 août 1989 à Saint-Louis-du-Nord, est un agronome spécialisé en production végétale. En plus de son expertise agricole, il est un jeune influenceur et producteur de vidéos éducatives sur les réseaux sociaux, partageant ses connaissances et ses innovations sur plusieurs plateformes. Il joue un rôle d'informateur. Il a été nommé à plusieurs reprises comme personnalité de l'année par Ticket Magazine.        

## Biographie
Wilky Toussaint est originaire du département du Nord-Ouest d'Haïti, où il a passé les premières années de sa vie avant de s'installer à Port-au-Prince. Dans la capitale, il a grandi dans le quartier de Bélécourt, situé à Cité-Soleil, un des secteurs les plus défavorisés et souvent marqué par la violence. Malgré un contexte difficile, caractérisé par des affrontements réguliers entre groupes armés dans la zone, Wilky Toussaint a su traverser cette période tout en poursuivant son développement personnel et intellectuel.     

### Parcours académiques
Il a effectué ses études primaires et secondaires, puis a obtenu son baccalauréat en 2013. Cette même année, il a intégré la faculté d’Agronomie et de Médecine Vétérinaire (FAMV) de l’Université d’État d’Haïti (UEH) et en est sorti comme spécialiste dans la production végétale. En plus de ses études académiques, il a également suivi des formations en technologie sur des MOOCs.    

### Carrière professionnelle
Son parcours professionnel a commencé avec des vidéos destinées à expliquer les cours universitaires de la Faculté d'Agronomie et de Médecine Vétérinaire de l'Université d'État d'Haïti.
Wilky a reconnu que ses travaux sont accomplis avec de grandes difficultés. Que ce soit lire un rapport de plus de 300 pages, visionner une émission durant des heures ou attendre longuement l'autorisation d'une institution pour terminer une œuvre. Selon M. Toussaint, la réalisation de ces tâches demande à la fois patience et intelligence. Ce qui fait que certaines institutions lui payent afin de produire des videos.

Aujourd'hui, Wilky Toussaint constitue une équipe  "Kominote Peace pour développer davantage ses projets audiovisuels et continuer à produire des vidéos de qualité. En tant qu’agronome et producteur de contenu, il utilise son influence pour non seulement éduquer, mais aussi inspirer une prise de conscience collective en Haïti, dans l'espoir de contribuer à un avenir plus prometteur pour le pays.

### Influenceur de réseau
Il a débuté comme jeune influenceur sur les réseaux a partir d'une vidéo ou il explique le PetroCaribe. Progressivement, il a diffusé des vidéos à la portée plus large, utilisant des recherches approfondies et divers supports, tels que des documentaires et des livres, pour créer des contenus pédagogiques accessibles à tous. En plus de son activité de vulgarisateur, il cherche à sensibiliser la jeunesse haïtienne à la responsabilité sociale et à la nécessité d’un projet de société pour la reconstruction du pays. Il aborde des sujets sur les relations internationales, l'agriculture, les technologies, la politique, la diaspora, l'histoire d'Haïti et le vodou.  
Les sujets de ses vidéos sont choisis soit par lui-même, soit inspirés de l'actualité ou des suggestions des internautes. Pour produire le contenu, il effectue des recherches approfondies en consultant des ouvrages, des journaux et des rapports, afin de fournir des informations pertinentes. Malgré une baisse de production en 2021, il considère que la qualité de ses vidéos est restée élevée et promet une année 2022 riche en contenu.
Wilky Toussaint se définit comme un vulgarisateur plutôt qu'un historien ou journaliste, son objectif étant de rendre accessible des informations souvent peu connues. Il choisit ses sujets qu'il estime intéressant ou choisit un suivant la demande des internautes. Ce bloggeur dénonce certaine situation à travers ses vidéos d'où  il fait l’historique des fournisseurs d’électricité en Haïti et leur rapport avec l’Etat haïtien.

### Principales publications
- Petro Karibe: 2019
- Liste de tous les presidents haitiens assisines au pouvoir: 2021[11]